# Slag bij Glasgow
De slag bij Glasgow vond plaats op 15 oktober 1864 nabij Glasgow (Missouri) tijdens de Amerikaanse Burgeroorlog. Hoewel de Zuidelijken de slag wonnen en een flinke buit binnenhaalden, betekende de slag geen echte winst op middellange termijn.

## Achtergrond
Onder leiding van generaal-majoor Sterling Price voerden de Zuidelijken in de herfst van 1864 een strooptocht uit in Missouri. Price had verschillende doelstellingen. Naast het zoveel mogelijk vernietigen of veroveren van voorraden en vee, wou hij Noordelijke troepen weglokken van Georgia en Virginia om daar de druk op zijn landgenoten te verminderen. Ook wou Price met zijn raid de presidentsverkiezingen in het Noorden beïnvloeden. Indien zijn raid succesvol was, kon hij misschien voorkomen dat Abraham Lincoln opnieuw verkozen zou worden.
Nadat Price zware verliezen kreeg te verduren in de Slag om Fort Davidson en St. Louis te zwaar versterkt werd door Noordelijke eenheden, rukte Price verder op naar Jefferson City, de hoofdstad van de staat Missouri. Toen Price de stad naderde, stuurde hij verkenners vooruit. Deze lieten weten dat ook deze stad versterkingen had ontvangen en moeilijk neembaar was. Hij rukte verder op naar Lexington en Kansas City. Hij stuurde een detachement naar Glasgow om de daar aanwezige voorraden te veroveren. Het stadje werd bewaakt door een 800 man sterk Noordelijk garnizoen onder leiding van kolonel Chester Harding. De Zuidelijken hadden 1.500 man ter hunner beschikking die onder leiding stonden van de brigadegeneraals John Bullock Clark, Jr. en Joseph O. Shelby.

## Verloop
Toen de Zuidelijken het stadje naderden, stelden ze vier kanonnen op. Om 05.00u begon de beschieting van de stad. Tegen 07.00u werden extra kanonnen opgesteld om de aanval te ondersteunen die uit verschillende richtingen kwam. Ook de nabijgelegen Hereford Hill, die door de Noordelijken versterkt was, werd aangevallen. Na fel verzet trokken alle troepen uit de stad terug naar de heuvel. Het stadhuis van Glasgow werd opgeblazen.
Op de heuvel vormden alle Noordelijken eenheden een defensieve linie. Harding dacht zijn stellingen niet te kunnen houden tegen de Zuidelijke overmacht en gaf  zich rond 13.30u over. De stad werd gedurende drie dagen bezet. De Zuidelijken namen 1.200 musketten, 1.200 jassen en 150 paarden in beslag.  Een Noordelijke stoomboot die in het kleine haventje lag, werd in brand gestoken. De Noordelijke soldaten werden onder voorwaarden vrijgelaten. Daarna voegden ze zich opnieuw bij de Zuidelijke hoofdmacht.

## Nasleep
De overwinning was een opsteker voor de Zuidelijken. Price en zijn eenheden zou hun tocht doorheen Missouri voortzetten. Hun kansen keerden na de nederlaag  bij Westport op 23 oktober 1864.